# Unikowo (gromada)
Unikowo – dawna gromada, czyli najmniejsza jednostka podziału terytorialnego Polskiej Rzeczypospolitej Ludowej w latach 1954–1972.
Gromady, z gromadzkimi radami narodowymi (GRN) jako organami władzy najniższego stopnia na wsi, funkcjonowały od reformy reorganizującej administrację wiejską przeprowadzonej jesienią 1954 do momentu ich zniesienia z dniem 1 stycznia 1973, tym samym wypierając organizację gminną w latach 1954–1972.
Gromadę Unikowo z siedzibą GRN w Unikowie utworzono – jako jedną z 8759 gromad na obszarze Polski – w powiecie reszelskim w woj. olsztyńskim na mocy uchwały nr 25 WRN w Olsztynie z dnia 4 października 1954. W skład jednostki weszły obszary dotychczasowych gromad Sątopy i Tarniny ze zniesionej gminy Klewno, obszar dotychczasowej gromady Wysoka Dąbrowa ze zniesionej gminy Lutry oraz obszar dotychczasowej gromady Unikowo (bez obszarów leśnych o powierzchni 350 ha) wraz z miejscowością Dworzysko z dotychczasowej gromady Nowa Wieś Reszelska ze zniesionej gminy Grzęda w tymże powiecie. Dla gromady ustalono 17 członków gromadzkiej rady narodowej.
1 stycznia 1959 powiat reszelski przemianowano na powiat biskupiecki.
Gromadę zniesiono 30 czerwca 1968, a jej obszar włączono do gromad: Bisztynek (wieś Unikowo), Lutry (wieś Wysoka Dąbrowa) i Reszel (wsie Sątopy i Tarniny, PGR-y Mołydyty, Nisko, Sątopy-Samulewo i Wojkowo oraz osady Dworzysko, Koprzywnik, Niski Młyn, Ryński Młyn i Świdówka) w tymże powiecie.